# Xylopriona toxicodendri
Xylopriona toxicodendri är en tvåvingeart som först beskrevs av Ephraim Porter Felt 1907.  I den svenska databasen Dyntaxa används istället namnet Monardia modesta. Enligt Catalogue of Life ingår Xylopriona toxicodendri i släktet Xylopriona och familjen gallmyggor, men enligt Dyntaxa är tillhörigheten istället släktet Monardia och familjen gallmyggor. Arten är reproducerande i Sverige. Inga underarter finns listade i Catalogue of Life.